# Ljubljanica (rijeka)
Ljubljanica je rijeka koja teče kroz glavni grad Slovenije - Ljubljanu. Izvire kod Vrhnike iz 11 krških vrela, od kojih je kao glavno smatra Močilnik. Prije ulaska u grad teče kroz poznato Ljubljansko barje, koje predstavlja močvaru koja potiče još od starog vijeka.
Ljubljanica je duga 41 km, i desni je pritok Save, u koju se ulijeva kod Zaloga. Porječje zauzima 1779 km². 
Između 1762. i 1780. poznati znanstvenik i isusovac Matija Grubar sagradio je Grubarov kanal, da bi sprečio česte poplave. Ljubljanicom se plovi turističkim brodovima, a za veće brodove nije plovna. 

## Zanimljivosti
Rijeka je proslavljena u Prešernovoj pjesmi Povodni mož. Poznato je, da su u Ljubljanicu namočili sve one trgovce, koji nisu poštovali cehovska pravila u trgovini. U tom slučaju nepoštenog trgovca su stavili u kavez i namočili ga s Tromostovja.